# Gaillon
Gaillon é uma comuna francesa na região administrativa da Normandia, no departamento de Eure. Estende-se por uma área de 10,18 km². Em 2010 a comuna tinha 6 990 habitantes (densidade: 686,6 hab./km²).